# Décembre 1970

## Évènements
- Enquête du Winter Soldier Investigation (en) : plusieurs centaines de vétérans du Viêt Nam se rendent à Détroit pour témoigner des atrocités auxquelles ils ont participé ou assisté.

- 1er décembre : 
  - Luis Echeverría Álvarez est élu président de la République du Mexique. Il poursuit une stratégie plus équilibrée de croissance économique et introduit des mesures destinées à réduire le contrôle de l’économie par les étrangers et à accroître les exportations. Les liens avec les États-Unis se relâchent et Echeverría négocie des accords économiques avec plusieurs pays d’Amérique latine, avec le Canada et la Communauté européenne ; il négocie également un accord avec le Conseil d'assistance économique mutuelle, parrainé par l’Union soviétique.
  - La République démocratique populaire du Yémen est créée sur le modèle soviétique.

- 3 décembre :
  - France : évacuation de la faculté des lettres de Caen par la police à la suite des élections étudiantes ; 60 arrestations et 200 policiers mobilisés.
  - Espagne : procès de Burgos contre l’ETA.

- 5 décembre : Moshoeshoe II, roi du Lesotho rentre d'exil et retrouve son trône, mais pas ses pouvoirs, dont l'essentiel a été transféré au Premier ministre.

- 7 décembre : 
  - Premières élections libres au Pakistan. Victoire de la Ligue Awami de Mujibur Rahman, qui réclame l’autonomie du Pakistan oriental.
  - Voyage du chancelier allemand Willy Brandt en République populaire de Pologne. Visite d'Auschwitz. Traité germano-polonais de Varsovie. Reconnaissance de facto des frontières existantes (ligne Oder-Neisse). En contrepartie, le gouvernement de Bonn reçoit l’assurance que les résidents polonais de nationalité allemande aspirant à émigrer en Allemagne fédérale seraient autorisés à quitter la Pologne.

- 10 décembre : attribution des prix Nobel; en physique Hannes Alfvén. Le prix Nobel de la paix est attribué à l'Américain Norman Borlaug.

- 13 décembre, France : la Convention des institutions républicaines (CIR) approuve le projet de François Mitterrand de fusion avec le PS.

- 14 - 21 décembre : troubles ouvriers en Pologne dans les ports (Gdańsk. À l’annonce d’une très forte hausse des prix, de véritables révoltes de la faim éclatent à Gdańsk et Szczecin. L’état d’urgence est déclaré pendant une semaine et les manifestations sont sévèrement réprimées.

- 16 décembre : état d’urgence en Érythrée.
- 18 décembre : Airbus est officiellement créé à Toulouse, en France, par l'Aérospatiale

- 22 décembre (Pologne) : Władysław Gomułka doit démissionner à la suite des révoltes ouvrières sur la mer Baltique. Son successeur à la tête du parti ouvrier, Edward Gierek, prend des mesures efficaces pour améliorer les conditions de vie de polonais (fin en 1980).

- 23 décembre : après quatre années d'emprisonnement, la Bolivie libère le Français Régis Debray, militant d'extrême gauche qui s'était engagé aux côtés du révolutionnaire marxiste Che Guevara. Normalien et auteur de Révolution dans la révolution, il avait été capturé le 25 avril 1967 et condamné à trente ans de prison.

- 24 décembre : révision de la Constitution de la Belgique ; création des communautés culturelles[1].

- 29 décembre :
  - Occupational Safety and Health Administration (OSHA). Des organismes fédéraux indépendants contrôlent la sécurité et l’hygiène des lieux de travail.
  - France : lors d’une tempête de neige, 10 000 automobilistes sont bloqués sur l’autoroute A7.

- 31 décembre :
  - Décision Nº 24 de la Communauté andine des Nations (Groupe de Carthagène) de contrôler les investissements étrangers, synonyme de domination capitaliste imposée de l’extérieur[2].
  - France : loi numéro 70-1320 du 31 décembre 1970, parue au journal officiel du 2 janvier 1971, relative à l'usage et au trafic de stupéfiants.

## Naissances
- 4 décembre : 
  - Chantal Biya, Première dame du Cameroun depuis 1994.
  - Fathi Derder, personnalité politique suisse († 25 janvier 2025).
- 7 décembre : 
  - Bertrand Belin, guitariste, arrangeur, auteur-compositeur-interprète français.
  - Yaël Braun-Pivet, Députée française et ministre de l'outre-mer et Présidente de l'Assemblée nationale depuis 2022.
- 11 décembre : Grégori Baquet, acteur, chanteur, réalisateur, metteur en scène français.
- 12 décembre : Jennifer Connelly, actrice américaine.
- 13 décembre : Võ Văn Thưởng, homme politique vietnamien.
- 15 décembre : 
  - Valérian Bernard Freyberg, 3e baron Freyberg, pair et homme politique britannique.
  - Michael Shanks, acteur canadien.
- 16 décembre : Daniel Cosgrove, acteur américain.
- 17 décembre : Stella Tennant, mannequin écossaise († 22 décembre 2020).
- 18 décembre : 
  - Miles Marshall Lewis, écrivain américain.
  - DMX, de son vrai nom Earl Simmons, un rappeur et acteur américain († 9 avril 2021).
- 22 décembre : Ted Cruz, sénateur des États-Unis pour le Texas depuis 2013.
- 23 décembre : Catriona Le May Doan, patineuse de vitesse.
- 24 décembre : 
  - Amaury Nolasco, acteur portoricain.
  - Nihal Meshref, pongiste égyptienne.
- 25 décembre : Stu Barnes, joueur professionnel de hockey.
- 27 décembre : Naoko Yamazaki, spationaute japonaise.
- 29 décembre : Enrico Chiesa, footballeur italien.
- 30 décembre : Sandrine Quétier, animatrice de télévision française.
- 31 décembre : Cyrille Legendre, écrivain et journaliste français.
- 31 décembre : Erik Nyindu, journaliste Congolais.

## Décès
- 11 décembre : Fernand Schreurs, homme politique belge d'expression française et militant wallon (° 26 juillet 1900).
- 13 décembre : Oscar Behogne, homme politique belge (° 2 février 1900).
- 15 décembre : Stanislas-André Steeman, auteur et illustrateur belge d'expression française (° 23 janvier 1908).
- 18 décembre : Marc Boegner, pasteur, écrivain, ancien président de la fédération protestante de France, membre de l'Académie française (° 21 février 1881).
- 25 décembre : Leff Schultz, peintre russe et français (° 6 novembre 1897).